# غواراباري
غواراباري هي بلدية في البرازيل، تتبع إسبيريتو سانتو، بلغ عدد سكانها 105٬286  نسمة، في 2010، تبلغ مساحتها 592٫231 كيلومتر مربع.

## الموقع
تشترك في الحدود مع:
- فيلا فيلها.